# Адамув (гміна Ліпник)
Адамув (пол. Adamów) — село в Польщі, у гміні Ліпник Опатовського повіту Свентокшиського воєводства.
Населення — 55 осіб (2011).
У 1975-1998 роках село належало до Тарнобжезького воєводства.

## Демографія
Демографічна структура на день 31 березня 2011 року:
|          | Загалом | Допрацездатний вік | Працездатний вік | Постпрацездатний вік |
| -------- | ------- | ------------------ | ---------------- | -------------------- |
| Чоловіки | 30      | 2                  | 24               | 4                    |
| Жінки    | 25      | 5                  | 11               | 9                    |
| Разом    | 55      | 7                  | 35               | 13                   |